# Tomás León
Tomás León Ortega (Ciudad de México, 1826-1893) fue un pianista y compositor mexicano. Fue motor en la fundación del Conservatorio Nacional de Música en el siglo XIX y último responsable de la selección de la música para el Himno Nacional. Organizaba tertulias de alto nivel artístico donde se leían poemas de los escritores europeos más destacados y los de los mexicanos en voz de su autor. Se hacían escuchar las obras de los músicos mexicanos quienes frecuentemente no contaban con un foro adecuado. La obra de León se caracteriza por un refinado carácter melódico y sus danzas de salón pueden compararse con lo mejor de sus tiempos.

## Biografía
Tomás León nació el 21 de diciembre de 1826 en la Ciudad de México. Su familia era modesta, y estaba conformada por su padre, José María León, de oficio artesano, Guadalupe Ortega y trece hijos. Económicamente tuvieron problemas, y la situación empeoró con el fallecimiento de diez hijos de la familia. Sobrevivieron Tomás, Jacoba y María de Jesús.

### Formación musical
Desde niño, Tomás León tuvo habilidad para la música. Recibió las primeras lecciones de música de su padre.

## Obras
Piezas para piano solo, en orden alfabético:
- Angélica, mazurca de salón
- Azalea, polca-mazurca
- Catalina, polca-mazurca
- Cuatro danzas habaneras: La reina de las flores, La luz eléctrica, Yo se lo diré austed y ¿Qué le importa a usted?
- Diamela, mazurca
- Dolor profundo, capricho sentimental
- Dos danzas: Dame tus ojos y Lo pensaré
- Dos danzas: Quién sabe y Vaya una pregunta }
- El azahar, chotís
- Elegía “a la memoria de José Ignacio Durán”
- Estudio brillante “a mi maestro el señor don José María Oviedo”
- Flor de primavera, polca-mazurca
- Flores de mayo, vals
- Gotas de rocío, reverie
- Guarda esta flor, nocturno
- Ilusión y desengaño, romanza dramática
- Jarabe nacional
- La amistad, vals dedicado a Aniceto Ortega
- La luz eléctrica, habanera
- Lamentos del corazón, recuerdo a mi madre, elegía
- La reina de las flores, habanera
- La sensitiva, polca-mazurca
- La sonorense, polca-mazurca
- Las dos amigas: La seductora y La linda, dos contradanzas
- Laura, vals
- Los jóvenes alegres, polca
- Mirando al cielo, capricho melódico
- Pensamiento poético
- Porqué tan triste, nocturno
- Qué le importa a usted, habanera
- Sara, mazurca de salón
- Siempre alegre, polca de concierto
- Sofía, polca-mazurca
- Una flor para ti, nocturno
- Yo se lo diré a usted, habanera

Piezas para arpa:
- Un jarabe, 1872

Piezas para voz y piano:
- Amar sin esperanza y La ilusión, canciones